# Towarzystwo Rolnicze w Królestwie Polskim

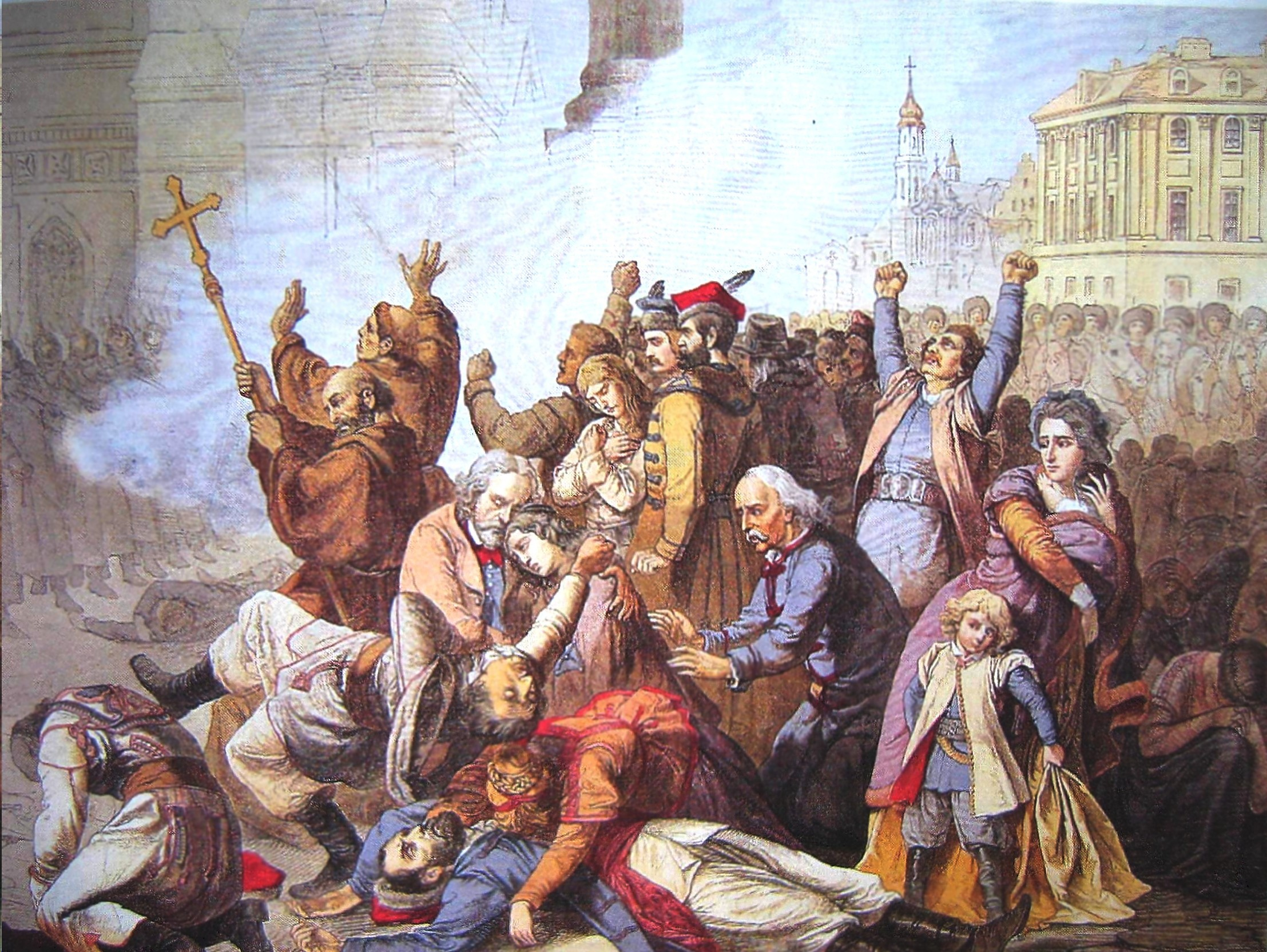
Wojsko rosyjskie strzela do manifestantów na Placu Zamkowym w Warszawie, 8 kwietnia 1861 roku

Towarzystwo Rolnicze – organizacja skupiająca 
ziemian Królestwa Polskiego w latach 1858–1861.

## Historia
Towarzystwo powstało na fali liberalnych reform cara Aleksandra II, wywołanych przegraną przez Imperium Rosyjskie wojną krymską. Była to faktycznie pierwsza organizacja pozarządowa istniejąca w Królestwie Polskim, nie poddana kontroli władz carskich. Zajmowała się szeroko rozumianą polityką rolną; dbała o podniesienie rentowności polskiego rolnictwa, opowiadała się za stopniowym odchodzeniem od pańszczyzny. Postulowała oświatę chłopów. Prezesem Towarzystwa Rolniczego był hrabia Andrzej Artur Zamoyski. 
Utworzone ukazem cesarza Aleksandra II z 24 listopada 1857 roku.
28 lutego 1861 wraz z przedstawicielami Delegacji Miejskiej skierowało adres do cesarza Aleksandra II, przedłożony namiestnikowi Królestwa Polskiego Michaiłowi Gorczakowowi. Głosił on, że życzenia kraju tym są gorętsze, że w rodzinie ludów europejskich on tylko jeden pozbawiony jest tych koniecznych warunków bytu, bez których żadna społeczność dojść nie może do poznania celów, dla których ją Opatrzność do życia powołała.
Istniało do 6 kwietnia 1861, rozwiązane przez Aleksandra Wielopolskiego. 8 kwietnia 1861, w wyniku ostrzelania przez Rosjan uczestników demonstracji przeciw rozwiązaniu Towarzystwa Rolniczego na Placu Zamkowym w Warszawie, zginęło ponad 100 osób, a ok. 200 zostało rannych.